# Hongkong van A tot Z

Locatie van Hongkong

Op deze pagina staan alleen zaken die specifiek op Hongkong betrekking hebben en dus niet op China als het grotere geheel.
Voor alternatieve indelingen zie ook China van A tot Z en Taiwan van A tot Z.

## A
Ap Chau - Ap Lei Chau - Apple Daily

## B
Bank of China Tower - Beiditempel van Hung Hom - Britse Oost-Indische Compagnie

## C
Cha Kwo Ling - Chegongtempel van Sha Tin - Cheung Chau - Chek Lap Kok - China - Chi Linnonnenklooster - Ching Chung Koon - Chris Patten

## D
Deep Water Bay - Discovery Bay

## E
Eiland

## F
Fanling -
Fan Sintempel -
Fung Loi Leung Yuen -
Fung Ying Seen Koon

## G
Gouverneur van Hongkong

## H
Heung Yee Kuk -
HHCKLA Buddhist Ma Kam Chan -
Hongkong -
Hongkong (eiland) -

Wapen van Hongkong

Hong Kong and Kowloon Fuk Tak Buddhist Association -
Hong Kong Buddhist Association -
Hong Kong FC -
Hong Kong Rangers FC -
Hongkong Kun Chungtempel -
Hong Kong Chiu Chau Overseas Public Welfare Advancement Association Ltd. -
Hong Kong Chiu Chow Chamber of Commerce Limited -
Hong Kong Commercial Daily -
Hong Kong Council of the Church of Christ in China -
Hong Kong Golf ClubHong Kong International Airport -
Hong Kong May Shien Association Ltd -
Hong Kong Taoist Association -
Hongkongse dollar

## I
ISO 3166-2:HK

## K
Kantonezen - Kantonese opera - Kooiwoning - Kowloon - Kowloon City District - Kowloon Masjid en Islamitisch Centrum - Kowloon Walled City - Kung Kao Po - Kwai Tsing - Kwun Tong District

## L
Lamma-eiland - Lantau

## M
Macau - Man Motempel - Metro van Hongkong - Ming Pao - Mirs Bay - Mong Kok - MTR Corporation

## O
Ocean Park Hong Kong - Ohel Leahsynagoge

## P
P'aang ok - Po Linklooster

## Q
Queen's Road (Hongkong)

## R
Repulse Bay

## S
Sham Shui Po - Shenzhen He - Sing Tao Daily - Speciale Bestuurlijke Regio

## T
Ta Kung Pao - Tian Tan Boeddha - Tianhoutempel van Joss House Bay - Tram van Hongkong - Tsuen Wan - Tsing Ma Brug - Tung Wah Group of Hospitals

## U
Universiteit van Hongkong

## V
Victoria Park (Hongkong) - Victoria Peak - Hongkongs voetbalelftal

## W
Wan Chai - Wong Tai Sin District - Wong Tai Sintempel

## Y
Yau Tsim Mong District - Yue - Yuen Yuen Institute

## Z
Zuid-Chinese Zee